# Афана, Осенде
Осенде Афана (фр. Osendé Afana; 1930, Французский Камерун — 15 марта 1966, Нделель (ныне департамент Кадеи, Восточный регион)) — камерунский политический деятель, экономист, редактор, революционер, доктор экономических наук. Один из руководителей партии Союз народов Камеруна. Считается национальным героем Камеруна.

## Биография
С 1948 года обучался в семинарии, в 1950 году оставил учёбу и присоединился к радикальным националистам. Позже вступил в левую политическую партию Союз народов Камеруна (СНК) возглавляемую Рубеном Ум Ниобе и борющуюся за независимость от Франции.
Изучал экономику в Тулузе. В 1956 году — вице-президент Федерации чернокожих студентов Франции (FEANF) и редактор газеты L'Étudiant d’Afrique noire. Будучи революционером-боевиком СНК, с левых позиций освещал проблемы Камеруна. В 1958 году Осенде Афана стал генеральным казначеем FEANF, а также отвечал за деятельность СНК во Франции.
После смерти Рубена Ум Ниобе, вернулся к руководству партии, выдвинув свою кандидатуру на пост нового Генерального секретаря. Был назначен представителем СНК на Конференции афро-азиатской народной солидарности в Каире в декабре 1957 — январе 1958 г.
В 1950-х-1960-х годах между китайскими и советскими компартиями происходило соперничество. Осенде Афана присоединился к китайской модели, которая казалась ему более революционной, чем КПСС. Он выдвинул теорию о существовании «первобытного коммунизма» в доколониальную эпоху, но отметил существование противоречий в социальных и межплеменных структурах, а также отношениях между полами и поколениями. В брошюре, опубликованной после его смерти, Осенде Афана дал стандартную марксистскую точку зрения: «Пролетариат — самый революционный класс … Некоторые говорят, что в Африке крестьянство наиболее эксплуатируется … но в любом случае, пролетариат, больше всех осознаёт их эксплуатацию».
Афана окончил учёбу в Париже в сентябре 1962 года и отправился в Аккру. После обретения Камеруном независимости в 1960 году члены СНК продолжили партизанскую борьбу с первым президентом Камеруна Ахмаду Ахиджо, которого повстанцы считали марионеткой французов. В 1962 году Осенде Афана стал членом Революционного комитета.
После 1963 года возглавил небольшой маоистский партизанский отряд. В марте 1966 года мятежники были обнаружены в лесах и окружены правительственными войсками. Взятый в плен, Осенде Афана был убит и обезглавлен, а его голова была доставлена вертолетом в Яунде, чтобы президент Ахмаду Ахиджо мог взглянуть в глаза погибшему.

## Научная деятельность
Осенде Афана является первым камерунцем, получившим докторскую степень по экономике, после защиты диссертации на тему «Экономика Западной Африки».
В основном труде «Западноафриканская экономика. Перспективы развития» (1966) Афана, проанализировав состояние камерунской экономики, сделал попытку обосновать механизм накопления капитала в странах с монокультурным хозяйством. Главную задачу молодых африканских государств он видел в деколонизации хозяйства и создании национального рынка. Афана сделал вывод, что империалистические страны используют «помощь» в целях внедрения частного иностранного капитала в развивающиеся страны. Выступал против подчинения иностранному капиталу экономики независимых африканских государств, за эффективное использование их внутренних ресурсов, сотрудничество между африканскими и другими развивающимися государствами и социалистическими странами, за проведение прогрессивных социально-политических преобразований.